# 哈佛大学工程与应用科学学院
哈佛大学約翰·保爾森工程与应用科学学院（英語：Harvard John A. Paulson School of Engineering and Applied Sciences）是哈佛大学负责工科教育的学院，它是哈佛大学文理学院下辖的一个二级学院。

## 历史
1847年，哈佛大学成立了劳伦斯科学学院，这使得哈佛大学开始涉及工科领域的教育。劳伦斯科学学院是以雅培·劳伦斯命名的，雅培·劳伦斯捐献了5万美元资助成立该学院。
1890年，劳伦斯科学学院与哈佛学院獲合并为文理学院，劳伦斯科学学院由文理学院管辖。
1905年，劳伦斯科学学院重命名为工程研究生院。
1948年，工程研究生院与文理学院的工程科学与应用物理系獲合并为工程与应用科学学部。
2007年，工程与应用科学学部獲命名为工程与应用科学学院，仍然留在文理学院之内。

## 现状
哈佛大学工程与应用科学学院目前涉及应用数学和工科领域的本科生与研究生教育。2014年《美国新闻与世界报道》的全美研究院學科排名裡，哈佛的工程学院位列全美第24位。。